# The Sims 3: Шоу-Бизнес
The Sims 3 Шоу-Бизнес (англ. The Sims 3 Showtime) — шестое дополнение для компьютерной игры The Sims 3 для PC/Mac. Её выход состоялся 6 марта 2012 года. Дополнение вводит возможность заниматься профессией певца, фокусника или акробата. Персонаж может подрабатывать на улице, или выступать на сцене, совершенствуя свои навыки. Дополнение также добавляет ряд социальных опций, например — СимПорт, с помощью которого игрок может отправить своего сима в игру своим реальным друзьям.
Работа над дополнением стала итогом желания многих фанатов видеть, как их персонаж выступает на сцене. На этой основе, команда разработала три управляемые карьеры. Также функция sim port была попыткой разработчиков ввести элементы мультиплеера в The Sims 3. Разработчики также сотрудничали с известной певицей Кэти Перри в рамках рекламной кампании дополнения.
Дополнение получило смешанные отзывы. Критики с одной стороны похвалили оригинальную идею дополнения, призванного очевидно утешить желание многих игроков увидеть своих симов на сцене. Тем не менее само дополнение выглядит, как сборник расширений и предметов, едва ли расширяющих сам базовый геймплей, а от того слишком узконаправленным.

## Геймплей
Дополнение вводит несколько карьер ориентированных на выступление перед публикой; карьера певца, который может выступать на сцене перед другими жителями города. Также появились карьеры фокусника и акробата, которые, как и певец, могут устраивать представления перед персонажами. Сначала персонаж выступает на улице и общественных заведениях, достаточно продвинувшись по карьерной лестнице, он может уже выступать на шоу-сцене. Со времён The Sims 2 в игру вновь вернулся DJ-пульт, ещё появились турник, новая пиротехника, бильярд, караоке и микрофон, и другие предметы, необходимые для профессий певца, фокусника и акробата Симы могут принять участие и победить в особом шоу талантов — СимФесте.
Также в игре появился конструктор сцен: там можно собственноручно построить уникальную сцену для выступлений. Помимо всего, с дополнение вводит городок — Старлайт Шорз (англ. Starlight Shores), созданный по подобию малого населённого пункта Калифорнии, в городе имеется множество парков, зданий общепита и сцен для исполнения.
Дополнение также добавляет несколько онлайн-опций: чат и списки друзей, где можно пообщаться с друзьями; статусы и сообщения-оповещения об их смене; отправка своих сообщений на их стенах; функция «СимПорт», с помощью которой можно отправить своего сима в игру друга. Для всех этих действий понадобится выход в Интернет.
Дополнение также добавляет оккультное существо — джинна. Он аналогичен джинну из «The Sims 2» и с установленным дополнением The Sims 3: Сверхъестественное джинна можно создать в CAS’е.

## Разработка и выпуск
Работая над дополнением, разработчики желали обратиться к новым темам, которые ранее не были в дополнениях к предыдущим The Sims, помимо этого расширить возможности знаменитостей и выступление на публике была одной из желаний фанатов игры. Так родилась идея создать новые карьеры певца, акробата и фокусника. Работа над дополнением началась ещё в феврале 2011 года.
Для избежания излишней линейности игры, была введена возможность выбирать жанр стиль исполнения, а также стиль обустройства сцены в зависимости от каприза игрока. Сим начинает свою карьеру с улицы, где пытается привлечь внимание людей, «как в реальной жизни». При этом всегда сохраняется фактор неожиданности; сим вне зависимости от подготовки может потерпеть фиаско на сцене.
Помимо этого, разработчики учитывали желание фанатов больше взаимодействовать с другими игроками The Sims 3, так команда решила встроить в игру функцию sim port, которая позволяет переносить управляемого сима на гастроли, в городок другого игрока или наоборот принимать персонажа другого игрока. Работая над новым существом джинном, разработчики хотели посвятить ему больше геймплея и наделить помимо исполнения желаний многими магическими способностями в противовес джинну из The Sims 2, который представлял собой NPC, чем многие игроки тогда не были довольны. Помимо карьер и джинна, разработчики добавили с дополнением многие объекты из The Sims 2 и The Sims, которые фанаты желали видеть в The Sims 3, например стойка для диджея, бильярдный стол, домино, караоке, аркадные игры, площадка для гольфа и так далее.
Впервые о выпуске предстоящего дополнения стало известно в декабре 2011 года и что оно будет затрагивать тему шоу-карьер. При этом к продаже планировались два издания, простое и ограниченное, включающее также в себя эксклюзивный каталог «The Sims 3: Katy Perry. Сладкие радости» (англ. Katy Perry’s Sweet Treats), созданный в результате сотрудничества с известной американский певицей Кети Перри. Выход игры состоялся 6 марта 2012 года в США и Европе и 7 марта в России, русской локализацией занималась компания СофтКлаб.
Выпущенный с ограниченным изданием каталог «Сладкие радости» стал причиной массовых споров в интернете. Фанаты The Sims 3 назвали каталог неинтересным и нишевым расширением.

## Музыка

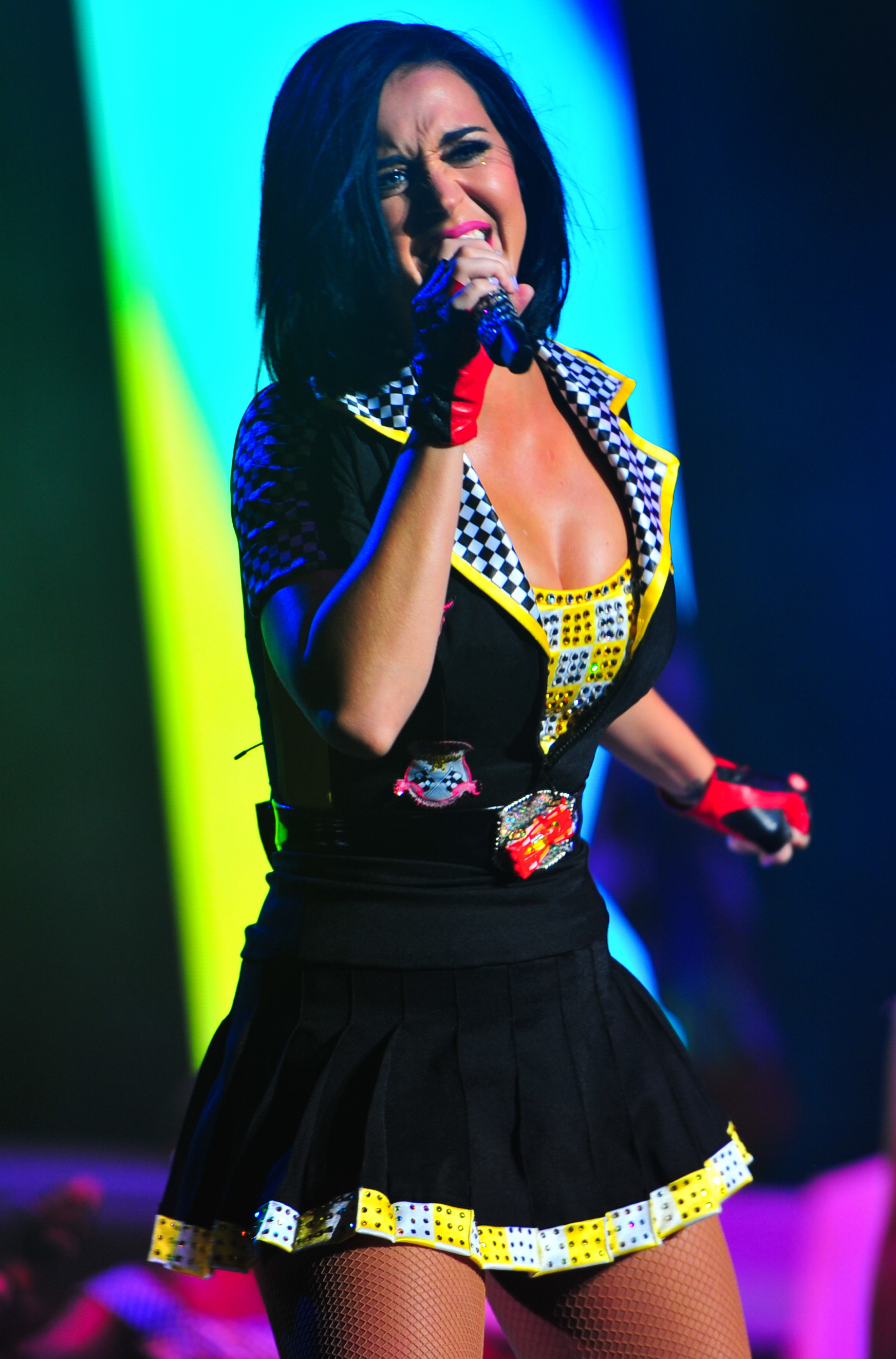
Для дополнения на симлише свои синглы исполнила американская певица Кэти Перри

Перед выпуском дополнения «The Sims 3: Шоу-Бизнес» студия Maxis сотрудничала с известной певицей Кэти Перри, чтобы выпустить отдельный каталог, прилагающийся к особому изданию «The Sims 3: Шоу-Бизнес», в котором должны были быть представлены материалы и виртуальные товары в тематическом стиле Кэти Перри. Сама певица участвовала в рекламных и маркетинговых акциях, связанных с продвижением серии. Стив Шнур, директор по музыкальному сопровождению EA, выразил личную благодарность за сотрудничество с певицей, также отметив, что Кэти Перри является давней поклонницей серии The Sims, а её хит Hot and Cold, записанный для The Sims 2, до сих пор остаётся самым популярным клипом на симлише.

«Мне нравится, что можно устраивать своего персонажа на работу, следить за его карьерой, очень интересно наблюдать, как человечки пробивают путь к большой сцене в „The Sims 3: Шоу-Бизнес“, совсем как я во время California Dreams. Даже экран в реквизите у меня был такой же. Мне и раньше казалось, что я похожа на кого-то из мультяшек, а теперь в придачу ещё и на персонажа Sims!».
Оригинальный текст (англ.)"I love how you're able to play out different stories through your Sims characters — giving them different careers and watching them succeed. It’s cool to see the Sims’ stage performances in The Sims 3 Showtime decked out just like my California Dreams Tour — even my cotton candy video screens are in there! I always like to think of myself as a cartoon, and now I’m a Sim!" 
— Кэти Перри
| №   | Название                           | Автор(ы)                       | жанр | Длительность |
| --- | ---------------------------------- | ------------------------------ | ---- | ------------ |
| 1.  | «Not Your Fault»                   | Awolnation                     | Инди | 2:52         |
| 2.  | «Swoobie Zine»                     | A Nagging Sense Of Uncertainty | Инди | 5:45         |
| 3.  | «Tonight»                          | Seether                        | Инди | 3:46         |
| 4.  | «You Me and The Boatman»           | Quiet Company                  | Инди | 3:45         |
| 5.  | «We Are Young»                     | Fun                            | Инди | 4:08         |
| 6.  | «Don't Wanna Go Home»              | Джейсон Деруло                 | Поп  | 3:30         |
| 7.  | «This City»                        | Патрик Стамп                   | Поп  | 3:42         |
| 8.  | «Betrayed»                         | Тайни Дэнсер                   | Поп  | 3:57         |
| 9.  | «Loo Mah»                          | Ванаэ Локрелл                  | Поп  | 3:03         |
| 10. | «For The Kids Of The Multiculture» | Sonic Boom Six                 | Поп  | 3:17         |
| 11. | «Last Friday Night»                | Кэти Перри                     | Поп  | 3:56         |
| 12. | «Firework»                         | Кэти Перри                     | Поп  | 3:53         |
| 13. | «The One That Got Away»            | Кэти Перри                     | Поп  | 4:50         |

## Критика
| Сводный рейтинг    | Сводный рейтинг |
| Агрегатор          | Оценка          |
| ------------------ | --------------- |
| GameRankings       | 73,12 %         |
| Metacritic         | 67 %            |
| Иноязычные издания |                 |
| Издание            | Оценка          |
| IGN                | 7,7/10          |
| GamingXP           | 87 %            |
| Critical Hit       | 8,5/10          |
| Game Chronicles    | 8,5/10          |
| Meristation        | 7,8             |
| Digital Spy        | [ 23 ]          |
| Eurogamer Italy    | 7/10            |
| Gaming Nexus       | 8 Good          |
| Everyeye.it        | [ 26 ]          |
| PC PowerPlay       | 40 %            |

Дополнение «Шоу-Бизнес» получило смешанные оценки от игровых критиков, по версии сайта-агрегатора Metacritic, средняя оценка дополнения составила 67 %
Восторженный отзыв оставила представительница сайта GamingXP, назвав «Шоу-Бизнес» одним из самых масштабных дополнений, выпущенных к The Sims 3. Предоставленные карьеры увлекательны, да и в целом расширение предоставляет гораздо более увлекательный опыт симуляции жизни. Также расширение похвалил Махамари Цукитака, критик Game Chronicles, заметив, что «Шоу-Бизнес» предоставляет многочасовой увлекательный контент и множество новых способов рассказать истории симов, включая помимо прочего дополнительные возможности, позволяющие игрокам взаимодействовать друг с другом. Критик IGN также оценил дополнение, назвав возможности шоу-карьеры широкими, множество путей исполнения позволяют делать игроку своё шоу индивидуальным. А перед тем, как стать знаменитым, симу придётся сначала подрабатывать на улице, терпя на себе общественное презрение. А не найдя свою волну и не прислушиваясь к желаниям зрителей, сим вряд ли сможет достичь больших успехов. В общем по мнению критика, дополнение отлично подойдёт игрокам, которые всегда мечтали, чтобы их симы вели публичный образ жизни, тем не менее дополнение слабо расширяет базовый геймплей.
Представитель Digital Spy назвал новые карьеры интерактивными, с чувством развития. Шоу-карьера всегда сопровождается рисками и неудачами, что держит игрока в напряжении. Новая функция SimPort по мнению критика казалась отличной идеей, но плохо реализованной; «было бы гораздо интереснее самому отправляться в город друга, а не ждать 12 часов со скрещенными руками». Среди других недостатков критик заметил наличие игровых ошибок и сбоев, мешающих получать удовольствие от дополнения. В общем критик назвал расширение солидным, однако заметил, что разработчики постепенно исчерпывают интересные идеи для создания очередного расширения. Тайлер Сэгер из Gaming Nexus заметил, что дополнение добавляет в The Sims 3 элементы RPG, которые заинтересуют игроков, не слишком заинтересованных проводить скучную и мирную жизнь в симуляторе. «Шоу Бизнес» похож на набор лакомств, которые доставят временное наслаждение фанатам The Sims 3. Тайлер назвал тему расширения слишком узконаправленной, подходящей именно для тех игроков, которые заинтересованны в тематике шоу, остальные игроки едва ли заметят какие либо существенные изменения в базовом геймплее.
Смешанный отзыв оставил представитель Eurogamer, он оценил дополнение за фактор неожиданности, заметив, что опыт продвижения по карьерной лестнице окажется разным у каждого сима, тем не менее критик пришёл к выводу, что «Шоу Бизнес» едва ли отличается масштабностью, однако этого окажется достаточно для верных поклонников The Sims 3. Сдержанно о дополнении высказался рецензент Everyeye, заметив с сарказмом, что «Шоу-Бизнес» был создан явно для тех, у кого осталось дурное послевкусие после дополнения «В Сумерках». В частности обозреватель раскритиковал предоставленный городок, назвав его совершенно пустым и абсолютно проваливающем задание передать антураж долины восходящих звёзд, что в итоге портит атмосферу игры, не придаёт ей чувство реальности. Само же дополнение в итоге выглядит, как сборник ярких расширений, которые можно отдельно покупать на официальном сайте The Sims 3. Многопользовательский режим критик назвал слишком ограниченным, да и в целом расширение не совершенствует игровой движок, наоборот ещё больше обнажая недостатки уже постепенно устаревающего движка игры The Sims 3, которая требует для плавной работы всё более мощные компьютеры. Разгромный отзыв оставил представитель PowerPlay, назвав «Шоу-бизнес» не дополнением, а скорее «большим пакетом новых предметов», не приносящих чего либо инновационного в геймплей The Sims 3. «И всё это стоит неоправданно много денег». Каждая новая карьера предлагает симу бесконечное повторение один и тех же выступлений или трюков. «Шоу-бизнес» по мнению рецензента подойдёт только старым фанатам The Sims 3, которым уже надоело играть в игру, и которые имеют много друзей-игроков The Sims.